# Josep Maria Via Taltavull
Josep Maria Via i Taltavull (Barcelona, 1933 - Ibid., 26 de novembre 2011) fou un filòsof, teòleg i eclesiàstic català, professor emèrit de la Facultat de Filosofia de Catalunya.
Llicenciat en filosofia per la Universitat Catòlica de Lovaina i en Teologia per la Universitat Pontificia de Salamanca, amplià estudis a París i Colònia on compartí estudis amb Paul Ricœur, Maurice Merleau-Ponty i Walter Biemel. Fou professor des dels inicis de la Facultat de Filosofia de Catalunya, on ocupà diversos càrrecs i formà part del patronat (1994-2006) i el Consell Executiu (1994-2004). També fou membre actiu de la Societat Catalana de Filosofia i l'Associació de Teòlegs catalans. Fou membre fundador de la Fundació Joan Maragall.
Va fer conferències i congressos. Col·laborà de forma regular a La Vanguardia des de 1973 fins a 1980 publicant-hi prop de 200 articles sobre filosofia, religió i anàlisi de la cultura. El 2008, coinicidint amb el cinquantè aniversari de la seva ordenació sacerdotal, la Fundació Joan Maragall va publicar un quadern amb una selecció d'aquests articles amb el nom de "Fe i Penament". Dins l'àmbit eclesial, destacà com a ponent en les sessions del Concili Provincial Tarraconense de 1995.

## Obra
- Home i naturalesa : consideracions entorn emergència i aparició humà.Edicions de la Facultat de Teologia de Catalunya, 1992.
- Fe i pensament : tria d'articles (1973-1981). Editorial Claret, S.L.U., 2008.